# Desarrollo rural
La expresión desarrollo rural hace referencia a acciones e iniciativas llevadas a cabo para mejorar la calidad de vida de las comunidades no urbanas. Estas comunidades humanas, que abarcan casi la mitad de la población mundial, tienen en común una densidad demográfica baja. Las actividades económicas más generalizadas son las agrícolas y ganaderas aunque hoy pueden encontrarse otras muy diferentes al sector primario.
El desarrollo rural debe tener en cuenta la cultura tradicional local, ya que el medio rural es indisociable de su cultura propia.Las acciones de desarrollo rural se mueven entre el desarrollo social y el económico. Estos programas suelen realizarse por parte de comunidades autogestionadas,  autoridades locales o regionales, grupos de desarrollo rural, programas a escala continental (Programa de desarrollo rural de la Unión Europea), ONGs, organizaciones internacionales, etc según el ámbito rural que se tenga en cuenta.

## El Desarrollo Rural en la Unión Europea

### Dirección General de Agricultura y Desarrollo Rural
La Dirección General de Agricultura y Desarrollo Rural es un departamento de la Comisión Europea responsable de las políticas de la Unión Europea en materia de agricultura y desarrollo rural, y se ocupa de los aspectos de su Política Agrícola Común (PAC).
El segundo pilar de la PAC, el desarrollo rural, impulsa desde el año 2000 múltiples acciones para mejorar las condiciones de vida de la población rural, la diversificación económica, la sostenibilidad medio ambiental y la mejora de la competitividad de las explotaciones agrarias en el medio rural. 

### Fondo Europeo Agrícola de Desarrollo Rural
El Fondo Europeo Agrícola de Desarrollo Rural (FEADER) fue creado en 2005 y unifica la financiación para el desarrollo rural a partir de 2007.

#### FEADER 2007-2013
En la programación 2007-2013 el desarrollo rural está regulado por el Reglamento (CE) 1698/2005 del Consejo de 20 de septiembre, relativo a la ayuda al desarrollo rural a través del FEADER. La financiación total aportada por la Comisión Europea para el periodo es de 90.826 millones de Euros.
La Comisión Europea definió al principio del periodo de programación unas Directrices de desarrollo rural, para que cada país eligiera aquellas líneas de actuación que mejor se adaptaran a sus necesidades.
España
En el caso de España, de acuerdo con el Reglamento (CE) 1698/2005, el Ministerio de Agricultura, Pesca y Alimentación, en colaboración con el Ministerio de Medio Ambiente y consultadas las comunidades autónomas y los agentes económicos y sociales, elaboró el Marco Nacional, que fue aprobado por Decisión comunitaria.
El Marco Nacional tiene como finalidad definir las medidas horizontales y los elementos comunes para todos los programas regionales, garantizando así la coherencia de la estrategia española de desarrollo rural en todo el territorio. Todos los programas de desarrollo rural de las comunidades autónomas incluirán las medidas horizontales, pudiendo añadir a éstas condiciones suplementarias en su ámbito de actuación; así como medidas específicas que respondan a las diferentes situaciones regionales.
A su vez, las Comunidades autónomas deben elegir las medidas dentro del Marco Nacional que más se adaptan a sus respectivos territorios para definir sus "Programas de Desarrollo Rural" autonómicos. El Marco Nacional contempla algunas acciones horizontales aplicables en todas las comunidades autónomas y además contempla la creación de la Red Rural Nacional, que es un Programa de Desarrollo Rural de ámbito nacional orientado a coordinar los otros 17 PPDDRR. 
La programación de las acciones se estructura en 3 ejes, a saber: 1. Aumento de la competitividad de agricultura y silvicultura, 2. Mejora del medio ambiente y del entorno rural, 3. Calidad de vida y diversificación en las zonas rurales. Cada uno de estos ejes tiene una serie de medidas que son las actuaciones concretas de desarrollo rural. Además hay un cuarto eje metodológico, el eje LEADER, que articula las medidas de los ejes anteriores basándose en un enfoque participativo.

## Motores del desarrollo rural en España
Dentro del amplio espectro del desarrollo rural destacan tanto acciones puntuales como organismos que impulsen el conocimiento y la valorización del medio rural español: 
- Observatorio de Desarrollo Rural, Local y Empleo
- Red Estatal de Desarrollo Rural
- Pro-huerta
- Ecoaldeas
- Universidades rurales